# Сурейя
«Сурейя» (азерб. Sürəyya) — художественный фильм 1987 года.

## Сюжет
Молодая доярка Сурейя из далёкого горного села едет в Москву искать своего жениха Сейфетдина. Она узнаёт, что он давно женат и имеет сына, который живёт у старого больного деда, потому что отец отбывает наказание за хулиганский поступок. Сурейя увозит мальчика к себе в село, чтобы заботиться о нём, но тут появляется жена Сейфетдина…

## В ролях
- Малахат Аббасова — Сурейя
- Нури, Яшар (Нуриев) — Муса
- Пётр Глебов — дядя Коля
- Тофик Мирзоев — Мамед
- Гаджи Исмайлов — Гейсар
- Эльмира Шабанова — тётя Беяз
- Рза Худиев — Сейфетдин
- Эмиль Пашаев — Кукуш
- Ульви Мамедов — Али
- Мухтар Авшаров
- Мухтар Маниев
- Гюндуз Аббасов — Гюндуз
- Дадаш Казимов
- Софа Басирзаде